# 李江 (弘治舉人)
李江（15世紀—16世紀），字朝宗，廣東廣州府新會縣鹿洞人，明朝政治人物。

## 生平
李江個性樸實，是弘治五年（1492年）壬子科廣東鄉試舉人，授梧州推官，能馴服當地瑤族人民，得時人重視，不久因文章忤逆上級辭官回鄉。

## 引用
1. 1 2  道光《新會縣志·卷八·人物上》：李江，字朝宗，鹿洞人 今隸鶴山，貌朴詞訥，為詩文則甚敏，宏治五年鄉薦，任梧州府推官，梧猺未化，江撫之盡服，當時重之，旋以文忤當道歸。